# Erzbistum Salta
Das Erzbistum Salta (lat.: Archidioecesis Saltensis, span.: Arquidiócesis de Salta) ist eine in Argentinien gelegene römisch-katholische Erzdiözese mit Sitz in Salta.

## Geschichte
Das Bistum Salta wurde am 28. März 1806 durch Papst Pius VII. mit der Päpstlichen Bulle Regalium Principum aus Gebietsabtretungen des Bistums Córdoba errichtet und dem Erzbistum La Plata o Charcas als Suffraganbistum unterstellt. Am 5. März 1865 wurde das Bistum Salta dem Erzbistum Buenos Aires als Suffraganbistum unterstellt. Das Bistum Salta gab am 15. Februar 1987 Teile seines Territoriums zur Gründung des Bistums Tucumán ab. Am 20. April 1934 erfolgte eine weitere Gebietsabtretung zur Gründung des Bistums Jujuy.
Am 20. April 1934 wurde das Bistum Salta durch Papst Pius XI. zum Erzbistum erhoben. Das Erzbistum Salta gab am 10. April 1961 Teile seines Territoriums zur Gründung des Bistums Orán ab. Eine weitere Gebietsabtretung erfolgte am 8. September 1969 zur Gründung der Territorialprälatur Cafayate.
Der Erzbischof Roberto José Tavella SDB war Gründer der Katholischen Universität von Salta.

## Bischöfe von Salta

### Bischöfe
- Nicolás Videla del Pino, 1807–1819
- José Eusebio Colombres, 1858–1859
- Buenaventura Rizo Patrón OFM, 1860–1884
- Pablo Padilla y Bárcena, 1893–1898, dann Bischof von Tucumán
- Matías Linares y Sanzetenea, 1898–1914
- José Calixto Gregorio Romero y Juárez, 1914–1919
- Julio Campero y Aráoz, 1923–1934

### Erzbischöfe
- Julio Campero y Aráoz, 1934
- Roberto José Tavella SDB, 1934–1963
- Carlos Mariano Pérez Eslava SDB, 1963–1984
- Moisés Julio Blanchoud, 1984–1999
- Mario Antonio Cargnello, seit 1999